# 맷 게이츠
매슈 루이스 "맷" 게이츠 2세(영어: Matthew Louis "Matt" Gaetz II, 1982년 5월 7일 ~ )는 미국 공화당 소속의 정치인이다.

## 역대 선거 결과
| 선거명        | 직책명                        | 대수  | 정당   | 득표율   | 득표수    | 결과 | 당락                     |
| ------------- | ----------------------------- | ----- | ------ | -------- | --------- | ---- | ------------------------ |
| 2010년 재선거 | 하원의원 (플로리다 제4선거구) | 83대  | 공화당 | 66.00%   | 10,131표  | 1위  | 플로리다 주의원 당선     |
| 2010년 선거   | 하원의원 (플로리다 제4선거구) | 84대  | 공화당 | 단독후보 | 무투표    | 1위  | 플로리다 주의원 당선     |
| 2012년 선거   | 하원의원 (플로리다 제4선거구) | 85대  | 공화당 | 단독후보 | 무투표    | 1위  | 플로리다 주의원 당선     |
| 2014년 선거   | 하원의원 (플로리다 제4선거구) | 86대  | 공화당 | 단독후보 | 무투표    | 1위  | 플로리다 주의원 당선     |
| 2016년 선거   | 하원의원 (플로리다 제1선거구) | 115대 | 공화당 | 69.10%   | 255,107표 | 1위  | 플로리다주 하원의원 당선 |
| 2018년 선거   | 하원의원 (플로리다 제1선거구) | 116대 | 공화당 | 67.06%   | 216,189표 | 1위  | 플로리다주 하원의원 당선 |
| 2020년 선거   | 하원의원 (플로리다 제1선거구) | 117대 | 공화당 | 64.61%   | 283,352표 | 1위  | 플로리다주 하원의원 당선 |
| 2022년 선거   | 하원의원 (플로리다 제1선거구) | 118대 | 공화당 | 67.86%   | 197,349표 | 1위  | 플로리다주 하원의원 당선 |
| 2024년 선거   | 하원의원 (플로리다 제1선거구) | 119대 | 공화당 | 66.04%   | 274,108표 | 1위  | 플로리다주 하원의원 당선 |

## 참고 자료
- 위키미디어 공용에 맷 게이츠 관련 미디어 분류가 있습니다.
- 미국 의원 인물 소개[깨진 링크(과거 내용 찾기)]
- 맷 게이츠 - X